# Saint-Uze
 Saint-Uze  là một xã thuộc tỉnh Drôme trong vùng Auvergne-Rhône-Alpes ở đông nam nước Pháp. Xã Saint-Uze nằm ở khu vực có độ cao 189 mét trên mực nước biển.
Sông Galaure tạo phần lớn ranh giới phía nam thị trấn.